# Harry Hebner
Harry Joseph Hebner (Chicago, 1891. június 15. – Michigan City, 1968. október 12.) olimpiai bajnok amerikai úszó, vízilabdázó.